# Lilienminierfliege
Die Lilienminierfliege (Liriomyza urophorina) gehört zu den Fliegen innerhalb der Ordnung der Zweiflügler. Ihre Maden richten in den Blüten bestimmter Lilienarten Schäden an, indem sie in den Blütenblättern minieren, aber auch die Staubgefäße und Fruchtknoten in Mitleidenschaft ziehen.

## Merkmale
Nach dem Schlüpfen sind die Maden der Lilienminierfliege klein und weiß, später werden sie bis zu 4,5 mm lang und 1 mm breit. Sie haben in diesem Stadium eine maisgelbe, manchmal auch honiggelbe Farbe. Maden, die auch Pollen gefressen haben, besitzen einen roten Darminhalt und erscheinen daher dunkler. Ihre Haut ist glatt  und glasartig glänzend. 
Das kleine Kopfsegment ist fast ganz in das erste Thorakalsegment eingezogen.  Die Larve besitzt starke Mandibeln, die als kleine schwarze Spitzen aus dem Kopfsegment hervorragen. Mit diesen Mundwerkzeugen kann sie die Blütenblätter und Fruchtanlagen der Lilien angreifen.